# Adelbert Nelissen

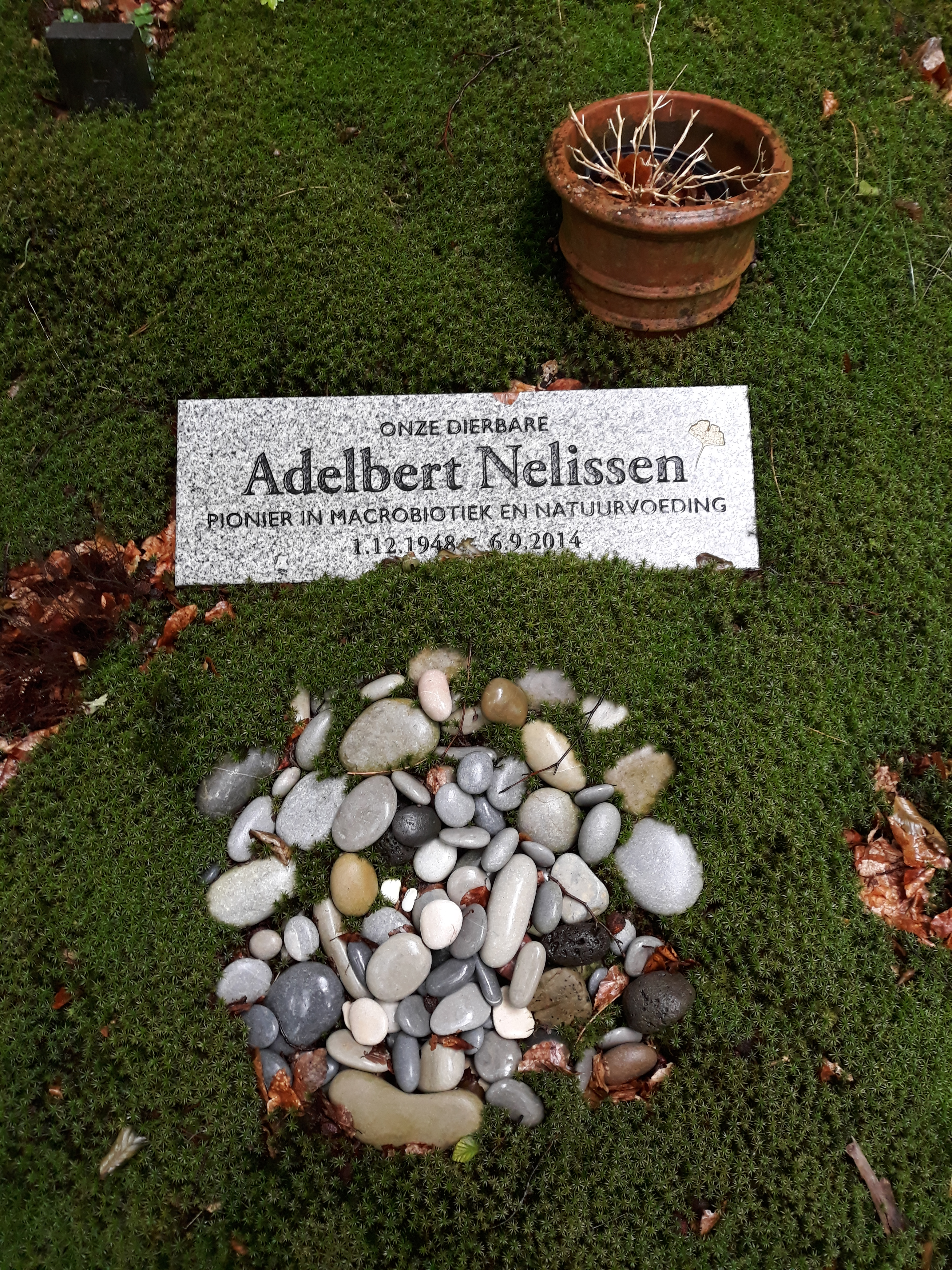
Graf van Adelbert Nelissen

Adelbert Nelissen (Haarlem, 1 december 1948 – 6 september 2014) was een Nederlands pleitbezorger van de macrobiotiek en pionier van de natuurvoedingsindustrie. In 2006 werd Nelissen veroordeeld omdat hij een kankerpatiënte had afgehouden van medische behandeling in de reguliere gezondheidszorg. 

## Activiteiten
Nelissen interesseerde zich al jong voor filosofie, architectuur, dans, kunst, sport en geneeskunde. Hij studeerde traditionele Oosterse geneeswijzen en filosofie aan het niet-erkende International College of Oriental Medicine in Baarn en Londen. Samen met zijn vrouw Wieke was hij in 1970 in Amsterdam oprichter van Stichting Natuurvoeding, dat zaken deed onder de naam Manna Natuurvoeding. Hiermee was hij belangrijk bij de introductie en popularisering van zuurdesembrood, tofoe, seitan, miso, sojasaus, zeegroente en biologische voeding in het algemeen. 
Nelissen was directeur van het door hem en zijn vrouw in 1976 opgerichte Oost West Centrum in Amsterdam, dat in 1985 omgevormd werd tot het Kushi-Instituut, vernoemd naar de Amerikaanse macrobiotiekgoeroe Michio Kushi. Door middel van kooklessen en zijn lezingen moedigde hij velen aan tot een andere levenswijze. Met zijn directe en onderzoekende benadering trok hij veel kennis van de reguliere medische en voedingswetenschap in twijfel. Dit leidde er uiteindelijk toe dat hij in 2003 door de toenmalige inspecteur-generaal voor de Gezondheidszorg, Herre Kingma, genoemd werd als een voorbeeld van gevaarlijke kwakzalverij. Nelissen overleed op 65-jarige leeftijd aan een hartritmestoornis.
Hoogleraar voedingsleer Martijn Katan schreef:
Planten bevatten bijvoorbeeld geen vitamine B12. Een tekort aan B12 tast op den duur de hersenen aan, vooral bij kinderen; dat gebeurde in de jaren ’70, toen sekteleider Adelbert Nelissen ouders er toe overhaalde om hun kleine kinderen volledig macrobiotisch-veganistisch te voeden. Die kinderen raakten ondervoed en ze hebben dat nooit meer ingehaald; als tieners hadden ze nog steeds slechter functionerende hersenen.— Martijn B. Katan

## Veroordeling
De Nederlandse Inspectie voor de Gezondheidszorg Noord-Holland en Justitie stelden in 1998 een onderzoek in naar de handelwijze van Nelissen. Een en ander kwam op gang na het uitbrengen van een zwartboek door het Comité tegen Misbruik van Macrobiotiek waarin Nelissen medeschuldig werd geacht aan de dood van ten minste vier personen, onder wie José Krijnen (pseudoniem: Flora), de voormalige echtgenote van Roel van Duijn. Ook publiciste Laurie Langenbach, de in 1984 aan baarmoederhalskanker overleden levensgezel van Wally Tax, stond onder invloed van Nelissen.
De door Nelissen gegeven adviezen over voeding en levenswijze zouden volgens hem patiënten van hun kwalen verlossen. Het verwijt luidde: "Misleiding, verkeerde adviezen, voorgewende medische deskundigheid en het in de weg staan van goede medische hulp". Eind 2001 werd Nelissen veroordeeld tot een boete van 2269 euro en 6 maanden voorwaardelijke gevangenisstraf. In hoger beroep werd hij begin 2004 opnieuw veroordeeld, deze keer tot een boete van 2000 euro en 6 maanden voorwaardelijk. Hierop ging Nelissen in cassatie. De Hoge Raad vernietigde het vonnis; het hof had ten onrechte belet dat een getuige antwoord gaf op een vraag van de verdediging. De zaak werd vervolgens naar het hof teruggestuurd.
Op 27 maart 2006 deed het gerechtshof van Den Haag uitspraak in deze zaak, waarbij Nelissen werd veroordeeld tot 6 maanden voorwaardelijk omdat hij José Krijnen had afgehouden van een medische behandeling in de reguliere gezondheidszorg. Het was de eerste maal dat iemand in Nederland om deze reden werd veroordeeld.